# Orthetrum robustum
Orthetrum robustum is een libellensoort uit de familie van de korenbouten (Libellulidae), onderorde echte libellen (Anisoptera).
De soort staat op de Rode Lijst van de IUCN als niet bedreigd, beoordelingsjaar 2007.
De wetenschappelijke naam Orthetrum robustum is voor het eerst geldig gepubliceerd in 1965 door Balinsky.